# マルス駒ヶ岳蒸溜所
マルス駒ヶ岳蒸留所（マルスこまがたけじょうりゅうじょ）は、長野県上伊那郡宮田村にあるジャパニーズ・ウイスキーの蒸留所。1985年に設立、1992年以降19年にわたって蒸留を休止していたものの、2011年から蒸留を再開した。シングルモルトは「駒ヶ岳」の名で販売されている。2024年に事業所名がマルス信州蒸溜所からマルス駒ヶ岳蒸溜所へ変更された。

## 歴史
マルス信州蒸溜所は1985年に本坊酒造によって設立された。本坊酒造は1872年創業の会社で、1909年からは鹿児島県の津貫で本格焼酎の製造を手がけていた。ウイスキー事業に参入したのは1949年のことで、同社の顧問である岩井喜一郎の指導のもと生産を開始した。この頃作っていたウイスキーはモルトウイスキーをほとんど含まない模造ウイスキーであったという。
本坊酒造は1960年には山梨県石和町にウイスキーの蒸留所を立ち上げた。この蒸留所は岩井喜一郎の指揮のもと、竹鶴政孝がスコットランド留学で得たウイスキーづくりの報告書「竹鶴ノート」を参考に建設された。その後敷地が手狭になったことや、日本国内でウイスキーの需要が高かったことを理由に、長野県上伊那郡宮田村へと蒸留所が移設された。これが現在のマルス駒ヶ岳蒸溜所である。蒸留所は中央アルプス木曽駒ヶ岳のふもと標高798メートルに位置し、蒸留所のそばには太田切川が流れている。気温の寒暖差が激しい地域であり、夏は30度に、冬はマイナス15度にも達するという。
しかし、1989年の酒税法改正やウイスキー不況の影響を受けて1992年にはウイスキーの蒸留を休止した。なお、休止中の1996年には本坊酒造初となるシングルモルトウイスキー「モルテージ駒ヶ岳10年」 を発売している。2008年以降ハイボールブームの影響で日本国内のウイスキー需要が高まったこともあり、2011年2月にウイスキーの蒸留を再開した。実に19年ぶりの再開であった。その後2011年には老朽化したポットスチルを更新し、2020年9月には総工費12億円をかけて蒸留設備を一新するなどの大幅なリニューアル工事を行っている。
2024年3月1日よりシングルモルトウイスキーブランド「駒ヶ岳」との統一性を図る目的で、事業所名がマルス信州蒸溜所からマルス駒ヶ岳蒸溜所へ変更された。

## 製造

### 麦芽・仕込み・発酵
麦芽はイギリスから輸入しており、クリスプ社、ベアード社のものが主だが、一部は伊那谷産の二条大麦も使用されている。麦芽はフェノール値別に4種類のものを使い分けており、0、3.5、20、50 ppmのものをそれぞれ使用している 。一度の仕込みに使う麦芽は1.1トンである。
マッシュタン（糖化槽）は三宅製作所製で容量は4700リットル。2020年の改修で設置されたものである。仕込み水は地下120メートルから汲み上げられた軟水を使用している。
ウォッシュバック（発酵槽）はもともと鉄製のものを使用していたが、1960年代から使用していたことで老朽化がひどく、2018年夏に木製のものが3基設置された。鉄製のウォッシュバックはその後2020年の改修時にすべてステンレス製に置き換えられた。2022年現在、木製3基とステンレス製3基が稼働している。ステンレスの発酵槽はクリーンな酒質に、木製発酵槽は乳酸菌の働きでリッチな酒質になるという。酵母にはディスティラリー酵母が主に使われているが、同一敷地内にある南信州ビールのエール酵母も用いられている。発酵にかかる時間はおよそ4日間。もともとは3日間だったが、エステル香を強めるために2016年から4日に伸ばされた。

### 蒸留
ポットスチルは初留器が1基（容量6000リットル）、再留器が1基（容量8200リットル）の合計2基がある。どちらも三宅製作所製である。再留は初留2回分の留液をまとめて蒸留している。マルス駒ヶ岳のポットスチルはもともと岩井が竹鶴ノートを参考に作ったものであったが、老朽化のため2014年に新しいものに取り替えられた。新しいスチルは形状は基本的に岩井のポットスチルを再現しているものの、初留器に小さなのぞき窓を追加したほか、加熱方式をスチームコイルからパーコレーターと呼ばれるものに変更している。スチルの形状はストレート型で、冷却方式は、初留器がシェル＆チューブ、再留器がワームタブである。年間生産量は18万リットル。

### 熟成
マルス駒ヶ岳蒸溜所には熟成庫が4つある。そのうち第4熟成庫は2020年の大改修で新設されたものである。蒸留所長の竹平考輝はマルス駒ヶ岳蒸溜所の熟成環境について「寒い場所ではゆっくりと熟成が進むと言われますが、マルス蒸留所は寒暖差が激しいため、ダイナミックに熟成が進みます。」と述べている。樽詰め時のアルコール度数は60%である。
熟成はマルス駒ヶ岳だけではなくマルス津貫蒸溜所および屋久島エージングセラーでも行われており、津貫とはそれぞれ熟成させる原酒を交換し、屋久島エージングセラーには原酒の一部を送っている。これによって多彩な原酒が造り分けられている。屋久島エージングセラーは夏には気温38度、湿度85%になることもあり、天使の分け前は年間8%と津貫や信州に比べても多い。ライターのステファン・ヴァン・エイケンは屋久島で2年半～3年熟成させた信州の原酒をテイスティングした際に「ブラインドだったら、これがまだ3年熟成であることを推測できなかっただろう」と述べ、「将来このエージングセラーから非常に特別なウイスキーができてくることは疑いのないことだ」と評価している。
熟成に使う樽のおよそ半分はバーボン樽であり、シェリー、マデイラワイン樽、ポートワイン樽、ヴァージンオーク樽、ミズナラ樽なども一部に用いられている。また、本坊酒造の山梨ワイナリーで使用されたワイン樽も多用されているほか、変わったところでは梅酒樽や麦焼酎樽が用いられている。

## 製品
シングルモルトは「駒ヶ岳」の名で販売されており、基本的に数量限定の限定品として発売される。通年販売される定番商品はマルス駒ヶ岳の原酒と外国産原酒をブレンドしたブレンデッドウイスキーが主である。

### 主な限定品
モルテージ駒ヶ岳10年
1996年に本坊酒造初の最初のシングルモルトウイスキーとして発売された。
THE REVIVAL 2011 シングルモルト駒ヶ岳
蒸留所の稼働再開から3年目となる2014年に発売されたボトルであり、稼働再開後に製造された原酒がボトリングされた。評論家の土屋守はその味わいについて「どことなく焼酎っぽいニュアンスも…。まだ若すぎるかもしれない」と評している。

### 使用されているブレンデッドウイスキー
- 岩井トラディション[24]

## 評価

### 風味
蒸留所長の折田浩之は目指す酒造りについて「『クリーン&リッチ』がマルス信州が目指す作りのコンセプト。きれいなだけではなく、ボディがしっかりしているものを求めています」と述べている。

### 受賞歴
出典はすべて本坊酒造の製品公式HPによる。
| 年     | 競技会 | 商品名                                                    | 賞                                               |
| ------ | ------ | --------------------------------------------------------- | ------------------------------------------------ |
| 2023年 | WWA    | シングルカスク駒ヶ岳 屋久島エージング Cask No.2026        | ベストジャパニーズ シングルカスク                |
|        | WWA    | シングルモルト駒ヶ岳 AGED 9 YEARS スモールバッチ          | ベストジャパニーズ シングルモルト                |
|        | ISC    | シングルモルト駒ヶ岳 2022 エディション                    | 金賞                                             |
|        | SFWSC  | シングルモルト駒ヶ岳 2022 エディション                    | 金賞                                             |
|        | TWSC   | シングルカスク駒ヶ岳 屋久島エージング Cask No.2026        | 最高金賞                                         |
|        | TWSC   | シングルカスク駒ヶ岳 AGED 9 YEARS Cask No.1665            | 最高金賞                                         |
|        | TWSC   | シングルモルト駒ヶ岳 2022 エディション                    | 金賞                                             |
|        | TWSC   | シングルモルト駒ヶ岳 AGED 9 YEARS スモールバッチ          | 金賞                                             |
| 2022年 | WWA    | シングルカスク駒ヶ岳 2014 No.1841 AGED 7 YEARS            | ベストジャパニーズ シングルカスク                |
|        | TWSC   | シングルカスク駒ヶ岳 2014 No.1841 AGED 7 YEARS            | 金賞                                             |
| 2021年 | TWSC   | シングルカスク駒ヶ岳 2014 No.1834 AGED 6 YEARS            | 最高金賞                                         |
|        | TWSC   | シングルカスク駒ヶ岳 2013 No.1663 AGED 7 YEARS            | 金賞                                             |
|        | TWSC   | シングルモルト駒ヶ岳 リミテッドエディション 2020          | 金賞                                             |
| 2020年 | WWA    | シングルカスク駒ヶ岳 1991 No.160 AGED 28 YEARS            | ベストジャパニーズ シングルカスク                |
|        | WWA    | シングルカスク駒ヶ岳 2013 No.1689 AGED 6 YEARS            | シングルカスク部門（12年以下）カテゴリウィナー   |
|        | WWA    | シングルカスク駒ヶ岳 津貫エージング 寶常セレクション 2019 | シングルカスク部門（ノンエイジ）カテゴリウィナー |
|        | TWSC   | シングルカスク駒ヶ岳 1991 No.160 AGED 28 YEARS            | 最高金賞                                         |
|        | TWSC   | シングルカスク駒ヶ岳 2013 No.1689 AGED 6 YEARS            | 金賞                                             |
|        | TWSC   | シングルモルト駒ヶ岳 津貫エージング Bottled in 2019       | 金賞                                             |
| 2019年 | WWA    | シングルカスク駒ヶ岳 1990 No.1040 AGED 27 YEARS           | ベストジャパニーズ シングルカスク                |
|        | WWA    | シングルカスク駒ヶ岳 2012 No.1493 AGED 6 YEARS            | シングルカスク部門（12年以下）カテゴリウィナー   |
|        | TWSC   | シングルカスク駒ヶ岳 1990 No.1040 AGED 27 YEARS           | 最高金賞                                         |
|        | TWSC   | シングルカスク駒ヶ岳 2012 No.1493 AGED 6 YEARS            | 最高金賞                                         |
|        | TWSC   | シングルモルト駒ヶ岳 津貫エージング Bottled in 2018       | 金賞                                             |

## 見学
マルス駒ヶ岳は無料で蒸留所見学を受け入れている。2020年の大改修では生産設備の更新のみならず、蒸留所ツーリズムを意識してビジター棟が新設されており、有料試飲のできるバーカウンターなどが設置された。また、蒸留棟2階の見学スペースから一連の製造工程を見学できるようになっている。